# کابل پلنوم
کابل پلنوم ‎/ˈplɛnəm/‎ کابل برقی است که در فضاهای پلنوم ساختمان‌ها گذاشته می‌شود. در ایالات متحده، پلاستیک‌های مورد استفاده در ساخت کابل پلنوم تحت استاندارد انجمن ملی حفاظت دربرابر آتش NFPA 90A تنظیم می‌شود: استانداردی برای نصب سامانه‌های تهویه مطبوع و هواساز. تمام مواد در نظر گرفته شده برای استفاده روی سیم و کابل‌هایی که در فضاهای پلنوم قرار می‌گیرند، به گونه ای طراحی شده‌اند که استانداردهای تست ایمنی آتش سختگیرانه مطابق با NFPA 262 و در NFPA 90A ذکرشده را داشته باشد.

## کابل رایزر
کابلی که بین طبقات در مناطق غیرپلنوم اجرا می‌شود به عنوان کابل رایزر رتبه‌بندی می‌شود. الزامات آتش‌سوزی در کابل رایزر چندان سختگیرانه نیست؛ بنابراین، کابل پلنوم همیشه می‌تواند جایگزین کابل رایزر شود، اما کابل رایزر نمی‌تواند جایگزین کابل پلنوم در فضاهای پلنوم شود.